# المدرسة الشعبانية
المدرسة الشعبانية من الأماكن والمدارس التاريخية الأثرية في مدينة حلب، بنيت عام 1085هـ الموافق 1674م. وتعود تسميتها إلى شعبان آغا بن أحمد الذي كان محصلًا للأموال الأميرية زمن الدولة العثمانية، حيث قام بوقف المدرسة في سبيل نشر العلم، واشترط أن يكون المدرسون أو الطلاب المقيمون في المدرسة المنتفعون بوقفها من خارج حلب من أهل الريف من أجل تيسير إقامتهم لطلب العلم. وأهالي حلب يدرسون فيها لكن دون إقامة أو نفقة، وأيضا من شروطه أن يقوم الطالب إضافة إلى دراسته العلمية بتلاوة جزء من القرآن على روح الواقف، في مسجد الشعبانية بعد صلاة الفجر، وكان شعبان آغا يعطي الطلاب والمدرسين رواتبهم من هذا الوقف، واستمر الحال كذلك حتى سنة 1338هجري، حيث قطع متولي الوقف الرواتب والنفقات عن المدرسة بسبب نقض شرط الواقف المتعلق بكون المستفيدين من الغرباء من خارج حلب، وتفرق معظم من كان فيها من الطلاب والمدرسين لعدم الانفاق عليهم، حتى كادت تخلو من الطلبة.

## الوصف
تقع الشعبانية في حي الفرافرة وهو حي شعبي قديم يحاذي قلعة حلب من جهة الشمال، وهي عبارة عن مبنى عثماني، يحوي مسجدًا تعلوه قبة عالية، ومدرسة مكونة من تسعٍ وعشرين غرفة، كلها مخصصة لسكن الطلاب، ويتوسط البناء صحن مكشوف في وسطه حوض ماء (بركة) مرتفع عن الأرض كان يستخدم للوضوء، وفي شمالي الحوض غرفة واسعة بقبة عالية خصصت للتدريس، وكذلك في شرقيه حجرة أخرى وفي غربيها مطبخ وفي جنوبيها القبلية ذات القبة العالية، وقد فرشت أرض الصحن بالرخام، أما فناء المدرسة فيظهر بركة الماء وقد اجتمع حولها عدد من الجنود الأتراك.

## تاريخ المدرسة
يمكن تقسيم تاريخ المدرسة منقسماً إلى مرحلتين: ما يتعلق بالعهد القديم منذ تأسيها حتى عام 1958، وما يتعلق بالعهد الحديث منذ استلمها الشيخ عبد الله سراج الدين إلى الوقت الحالي.

### الشعبانية في العهد القديم
مرت المدرسة في عهدها القديم بعدة مراحل:

#### المرحلة الأولى
بدأت منذ افتتاحها عام 1085هـ، حيث كانت الدراسة فيها على نظام المدارس القديمة، فلم يحدد سن الانتساب إليها، ويستطيع الجميع الالتحاق بها، كما لم تكن هناك مدة محددة للبقاء فيها، وكانت على نظام الحلقات حيث يقرأ الشيخ درسه في علم من علوم الشريعة، والطلاب يتحلقون حوله مستمعين، أما نظام الامتحان آنذاك، فكان يتم عن طريق اختبار المدرس لطلابه بعد انتهائه من قراءة وشرح الكتاب، فيجيز الحافظ منهم، ويعيده لغير الحافظ، وإذا تمكن الطالب من جمع المواد، يُعطى إجازة محررة على ورقة خاصة تثبت تخرجه بنجاح، وأهليته للتعليم والإمامة والخطابة. وانتهت هذه المرحلة عندما تم نقض شرط الواقف الذي نص على أن يكون المستفيدين من الوقف من خارج حلب، فقام القائم على المدرسة (أحمد جودت آغا) بقطع النفقات عن الطلاب والمدرسين.

#### المرحلة الثانية
بدأت في سنة 1340 هجري 1921 ميلادي، حيث ألزمت دائرة الأوقاف القائم على وقف المدرسة بقبول جميع الطلاب من أهالي حلب وغيرها، والإنفاق عليهم وصرف رواتب لهم، فعاد إلى المدرسة الأمل مع عودة الطلاب إليها، وعادت الدراسة فيها، وانتظم المدرسون، وكان من بين الطلاب، الشيخ أحمد القلاش، لكن حدث خلال السنة ذاتها (1921م) أن توفي متولي المدرسة (أحمد جودت آغا)، فانقطعت الرواتب، مما أدى إغلاق المدرسة مرة ثانية، وتفرق طلابها ومدرسيها. ولكن بعد أن أتم الطلاب عامهم الدراسي ذاك وأجروا امتحاناتها في قبلية مسجد المدرسة الخسروية، وكان مديرها في تلك الفترة الشيخ عبد الوهاب عقاد. وممن درّس فيها: الشيخ طاهر الكيالي، والشيخ إبراهيم الدرعزاني.

#### المرحلة الثالثة
بدأت بعد أن أُغلقت الشعبانية حوالي 28 سنة (من 1921 ـ إلى 1949م)، وأصدرت دائرة الأوقاف عام 1949، قانونًا يقضي بتوحيد المدارس الشرعية في مدينة حلب، فأغلقت المدارس الدينية السبعة التي كانت موجودة، وهي: المدرسة الصلاحية، والقرناصية، والإسماعيلية، والعثمانية، والأحمدية، والأسدية، والرحيمية، وضمتها إلى مدرستي الشعبانية والخسروية، وسُميت بمعهد العلوم الشرعية، وتولى إدارتها آنذاك الشيخ عطا الصابوني مدير الأوقاف، ثم تبعه الشيخ عبد الوهاب سكر سنة 1954م.
كان هدف إدارة الأوقاف من دمج المدارس وحصر الدراسة في مدرستي الشعبانية والخسروية، تطوير أنظمة التدريس، لتواكب الطرق الحديثة والأسلوب الجديد، فأصبح الطلاب يجلسون على مقاعد بعد أن كانوا يجلسون على الأرض، وصار المدرس يعطي الدرس قائما، ويشرحه على اللوح إن احتاج، بينما في السابق كان يعطي المقرر جالسا، كما أصبحت الامتحانات فصلية وخطية بعد أن كانت خاضعة لتقدير المدرس وهمة الطالب، كما شمل تغيير المنهج فيها تغيير في المواد الشرعية والعربية، وإضافة مواد مهنية كالخط، والمحاسبة التجارية والضرب على الآلة الكاتبة، وأيضا إضافة مادة الحساب. واستمرت الدراسة على ذلك المنهج قُرابة عشر سنوات إلى 1958م، حيث قلّ طلابها واعترض الأهالي على التغيير الذي حصل في المنهاج وأسلوب التدريس، مما أدى إلى إعادة إغلاقها مرة أخرى، والتحق بعض الطلابها بالمدرسة الباقية من مدارس حلب وهي الخسروية، والتي كانت تسمى في ذلك الوقت بالكلية الشرعية، وممن دَرَس فيها في هذه الفترة، الشيخ العلامة عبد الفتاح أبو غدة، والشيخ عبد الله سراج الدين، والشيخ محمد نجيب خياطة، والشيخ أحمد القلاش.
ارتبطَ اسمها مؤخراً بالعلامة المُحدِّث عبد الله سراج الدين الحسيني الحلبي الذي أعطى للمدرسة ثقلها الديني والعلمي الكبير والذي دفن داخل المدرسة ويتواجد قبره فيها. عرضت المدرسة للتخريب والاعتداء إثر الأحداث الأخيرة التي تشهدها المدينة.

### العهد الجديد للشعبانية
ارتبطَ هذا العهد بالعلامة المُحدِّث عبد الله سراج الدين الحسيني الحلبي الذي أعطى للمدرسة ثقلها الديني والعلمي الكبير والذي دفن داخل المدرسة ويتواجد قبره فيها،  وبدأ عندما دعا الشيخ عبد الله إلى إعادة تأهيل الطلبة حيث لاحظ أن بعد قرار توحيد المدارس الشرعية، وحصرها في الشعبانية والخسرونة، ثم إغلاق الشعبانية، قل طلبة العلم، ولم في حلب إلا الكلية الشرعية (الخسروية)، وانطلاقا من خوفه وحرصه على المساجد من أن يرعاها من ليس أهلا لهابسبب ضعف مستوى طلبة العلم نتيجة تغيير المناهج، كما بدأت حملات تنصير تنتشر في القرى مستغلة غياب المدارس الشرعية عن قيامها بدورها في بث العلم والتوعية. فما كان من عبد الله سراج الدين إلا السعي وراء إعادة تأهيل طلبة علم ذو كفاءة ومقدرة وفي اجتماع له مع عدد من أساتذة معهد العلوم الشرعية الذي أغلق 1958، فقال الشيخ مستحثاً لهم على العودة للتدريس: «ألسنا موجودين؟ قالوا: بلى. قال: ألستم مستعدين للتدريس؟ قالوا: بلى، قال: إذن فالمدرسة موجودة، نحن المدرسة، المدرسة ليست الجدران». ومن وقتها أعلن عن افتتاح دروس علمية شرعية على المنهج العلمي القديم في جامع الحموي (تحت القلعة)، وكان الشيخ يلقي فيه دروس، وانتظم لديه طلاب، وكان ذلك عام 1959م، وفي السنة التي بعدها جاء طلاب جدد أيضا، بدأت فكرة إعادة افتتاح المدرسة الشعبانية مرة أخرى تراود الشيخ عبد الله سراج الدين ثانية، فدعا الشيخ نخبة من الأغنياء، ووضح لهم ضرورة افتتاح المدرسة وهدفه من ذلك، وطلب منهم الدعم المالي، فتعاونوا مع الشيخ، وقدموا الأموال وسهلوا له الإمكانات، وبعدها قدم الشيخ طلبا إلى مدير دائرة الأوقاف آنذاك سليمان النسر، بتسليمه مبنى المدرسة، وتمت الموافقة على الطلب، وبدأ الشيخ في إجراءات الحصول على ترخيص جمعية تعليمية خيرية تقوم على حاجات المدرسة ونفقاتها حتى تم له ذلك، وسجلت الجمعية المذكورة في وزارة الشؤون الاجتماعية والعمل باسم (جمعية التعليم الشرعي) بحلب، وقامت الجمعية بالعمل على إنشاء المدرسة باسم (مدرسة التعليم الشرعي بحلب). وكان الطلاب الذين يدرسون في مسجد الحموي، قد وصلوا إلى ثلاثة أو أربعة صفوف، فنقلوا للمدرسة الجديدة (مدرسة التعليم الشرعي – الشعبانية)، وبعد انتهاء مشروع المدرسة والتي أصبحت مقصداً للعلماء وافتتحت مدارس عديدة على نهجها في كل من حلب والمعرة وحماة ودمشق وغيرها، وفي عام 1962 أسس الشيخ عبد الله «معهد التعليم الشرعي» التابع للجمعية، ثم أسندت إدارته لابنه محمد نجيب سراج الدين، ويقوم المعهد بتدريس جميع العلوم بما فيها الشرعية والعربية والكونية، على شكل مرحلتين - الإعدادية والثانوية - كما يقدم لهم ما يحتاجونه أثناء الدراسة من اللباس الخاص بنظام المدرسة والكتب والرواتب الشهرية، كما يقدم المعهد مكافآت مادية لتشجيع المتفوقين، ودعما خاصا للطلاب الأيتام، ورعاية المتخرجين وتقديم الدعم المادي ومساعدتهم على إتمام المرحلة الجامعية في «الأزهر»، حيث عُدلت شهادة المعهد بالثانوية الأزهرية، ليتمكن خريجوها من متابعة تعليمهم في جامعة الأزهر الشريف في القاهرة.

## الدراسات العليا في المدرسة
بدأ الشيخ عبد الله سراج الدين في الاستعداد لافتتاح قسم جامعي في المدرسة سماه (قسم التخصص)، وفوض الدكتور نور الدين عتر، والدكتور محمد فوزي فيض الله، بالإعداد لذلك، ووضع المناهج والخطط المطلوبة، وبدأت الدراسة في ذلك القسم الجامعي، وسعى الشيخ بعدها لافتتاح دراسات عليا في المدرسة، لكن جاءت أحداث فترة الثمانين في حلب، التي أدت إلى هجرة الشيخ عبد الله من حلب إلى المدينة المنورة، قريبا مدة أربع سنوات، ثم عاد إلى حلب.

## الأنظمة الإدارية والسياسة التربوية في المدرسة
اهتمت جمعية التعليم الشرعي التي أشرفت المدرسة الشعبانية بترتيب أمورها المالية والإدارية، وعملت على تنظيمها وضبطها وفق خطة ونماذج مدروسة:

### في ميدان الأساتذة والإداريين
رفضت جمعية التعليم الشرعي فكرة العمل المجاني، سواء كان ذلك في مجال المدرسة (مدرسين وإداريين) أو نطاق الجمعية (موظفين وجباة)، وأخذت مبدأ الحزم في ضبط الحسابات وصرف الأموال، كما قررت الجمعية بالنسبة للمدرسة أن يكلف المدرس للمرة الأولى في مادة واحدة في صف واحد حسبما تراه مناسبا، وبعد سنتين أو أكثر يكلف بتلك المادة نفسها في صف أعلى حتى يتمكن من الاختصاص ويتعمق فيه ويصبح بالتالي مرجعا معتمدا، وفي حال ضعف الأستاذ أو الموظف عن العمل لكبر سنه أو لمعوق دائم لا يعزل عن العمل ويصرف هكذا، ينقل ليدرس في مسجد قريب لبيته ويُعطى مرتبه كاملا، فيرتاح المدرس ويُكرّم، وفي ذات الوقت يُكلف غيره بالتدريس في المدرسة، كما أن الجمعية نأت بنفسها عن التدخل في الأمور السياسية أو الاصطدام بالحكومة وانشغلت في التعليم فلم يتعرض لها المسؤولون طيلة عملها.

### في ميدان الطلبة والمتعلمين
كان الشيخ عبد الله يشرف على الطلبة ويؤمن احتياجاتهم، ويرعى أمرهم وأمور عائلاتهم، ويتكلف بنفقات علاج الطلاب المرضى منهم والمعلمين، كما كان يقوم بتزويج الراغبين منهم وتحمل التكاليف، أما بالنسبة للمناهج فكانت متكاملة، والأساتذة يتم وضع كل معلم في موضعه المناسب، والطلاب الخريجون أصبحوا من أهل العلم المتميزين بعلمهم الشرعي.

## أبرز أستاتذتها
- الشيخ عبد الله سراج الدين الحسيني.
- الشيخ محمد زهير الناصر.
- الشيخ محمد عوامة.

## أبرز طلبتها
- د. عبدالحكيم الأنيس

## في الوقت الحالي
عرضت المدرسة للتخريب والاعتداء إثر الأحداث الأخيرة التي تشهدها المدينة.